# Ліствиця

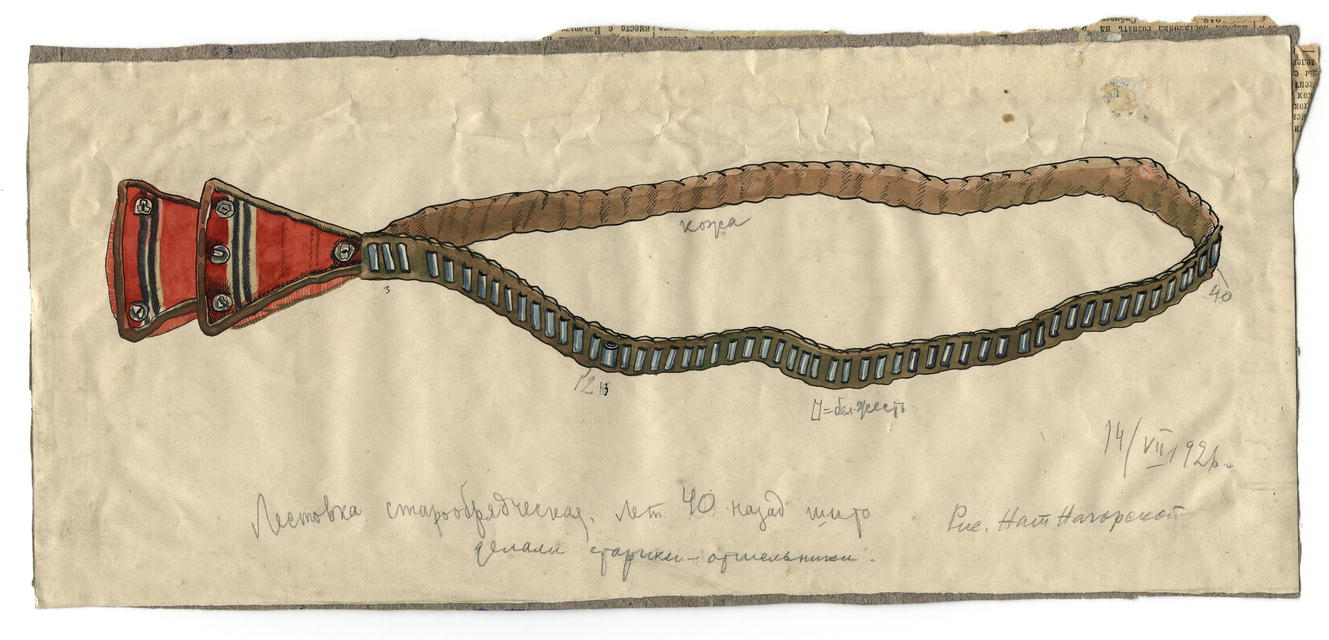
Будова ліствиці. Ескіз. 1926

Лі́ствиця[джерело?] або ле́стовка (від д.-рус. лѣствица, тобто «драбинка») — різновид православних[джерело?] чоток особливої будови, що нагадує гнучку драбинку, і являє собою глибоко продумане пристосування для молитви, наповнене таємним змістом і догматичною символікою. Найпоширеніша у старообрядців.

## Будова і назва частин

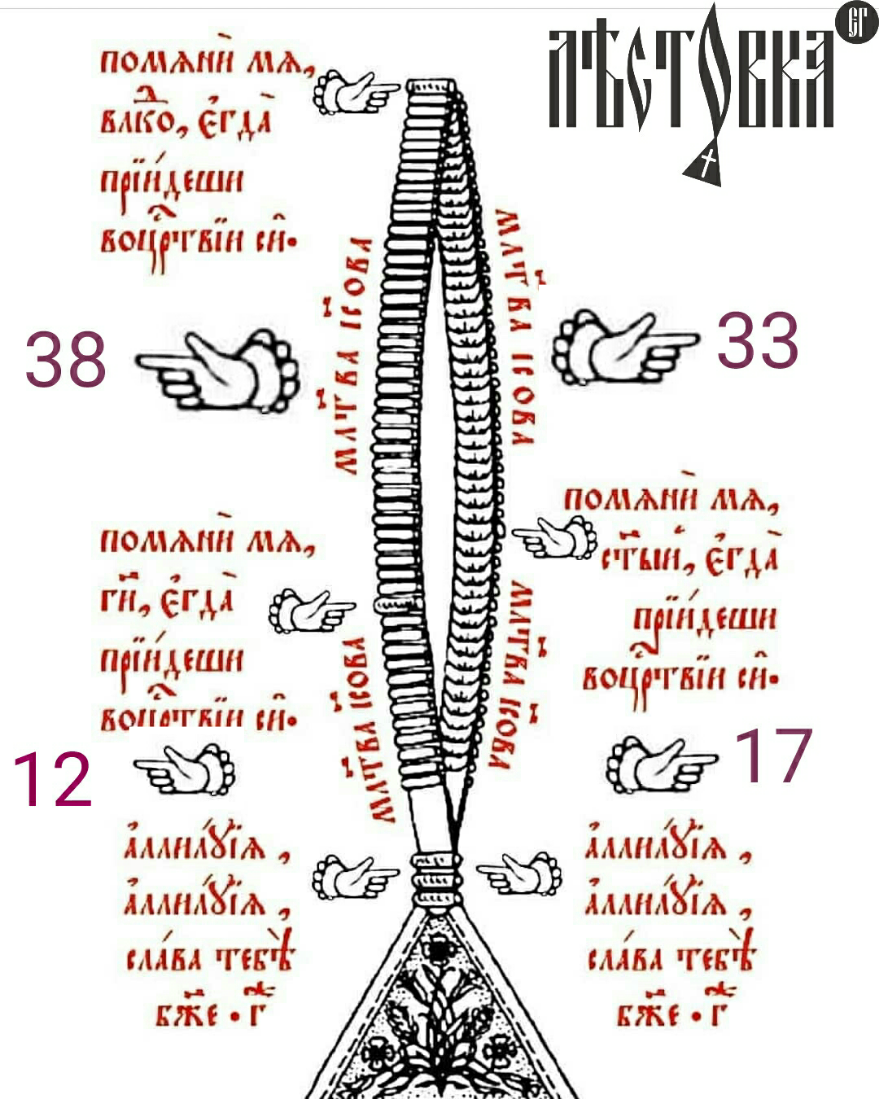
Символіка «лестовки»

4 трикутники називаються лапостками, обов'язково обшиті. Між лапостками 7 пересувок. Від зв'язки на стрічці підряд три сходинки, далі гладка ділянка без «бобочок», так зване «просте місце», далі 12 малих або простих сходинки, одна велика, після неї 38 малих, знову велика, 33 малих, велика, 17 малих, знову просте місце і перед зв'язкою знову три сходинки.
Всередину бобочок при плетінні ліствиці зазвичай вставляється згорнутий в тугий валик папір. Традиційно на кожному папірці писалася Ісусова молитва, в наш час у масовому виробництві ця традиція не підтримується.
Також пересувки всередині сучасних лестовок або скоротилися в розмірах до неможливості реального використання, або взагалі відсутні.

## Підрахунок
На ліствиці просто відраховувати числа: 3, 7 (7 пересувок), 9 (3 сходинки у зв'язці, 3 великі в центрі і знову 3 у зв'язці), 12, 15 (3+12), 20 (17+3), 40 (38 малих і дві великі сходинки), 50 (33+17), 100 (без великих сходинок і сходинок у зв'язці), 103 (на вервиці Василя Великого, від якого походить ліствиця, було 103 вузлики), 109 і так далі.
Ліствиця зазвичай тримається в лівій руці, пропускається між середнім і безіменним пальцями. Рахунок ведеться пересуванням ліствиці великим пальцем щабель за щаблем.

## Символічний сенс

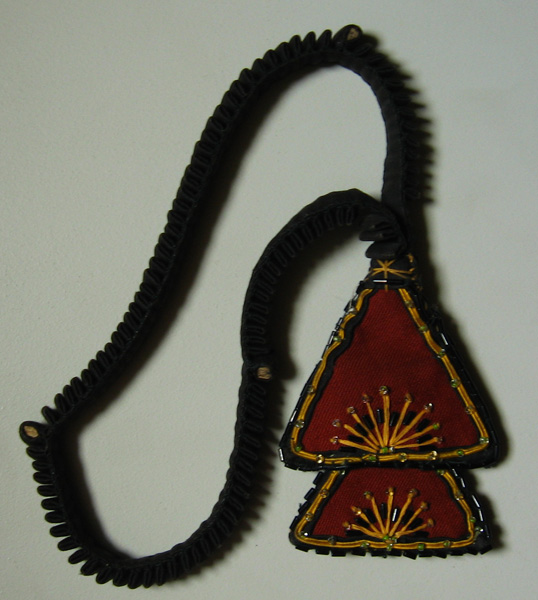
Поморська ліствиця з лапостками, прикрашеними вишивкою та бісером

Ліствиця замкнута в кільце на знак безперервної молитви і при цьому знаменує собою сходи духовного сходження від землі на Небо. Дві лопаті, які закінчують ліствицю, — символ двох скрижалей завіту Божого, які в новому завіті розкриті в чотирьох Євангеліях. Трикутник лапостка — символ Святої Трійці; число ж лапостків означає число євангелістів, обшивка лапостка — євангельське вчення; пересувок за кількістю церковних таїнств сім; по три сходинки з кожного боку у зв'язці і три великих сходинки становлять дев'ять чинів ангельських; прості місця (без сходинок) на початку і наприкінці ліствиці означають землю і Небо відповідно; 12 сходинок від «землі» — 12 учнів Христа ; наступні 38 сходинок означають 38 тижнів, які Богородиця носила Христа в утробі, з двома ж великими сходинками з обох боків вони утворюють 40 — за кількістю днів 40-денного посту Господа, 33 сходинки — число років, прожитих на землі Господом; після третьої великої сходинки до «Неба» 17, за числом старозавітних пророцтв про Христа, малих сходинок.

## Вживання

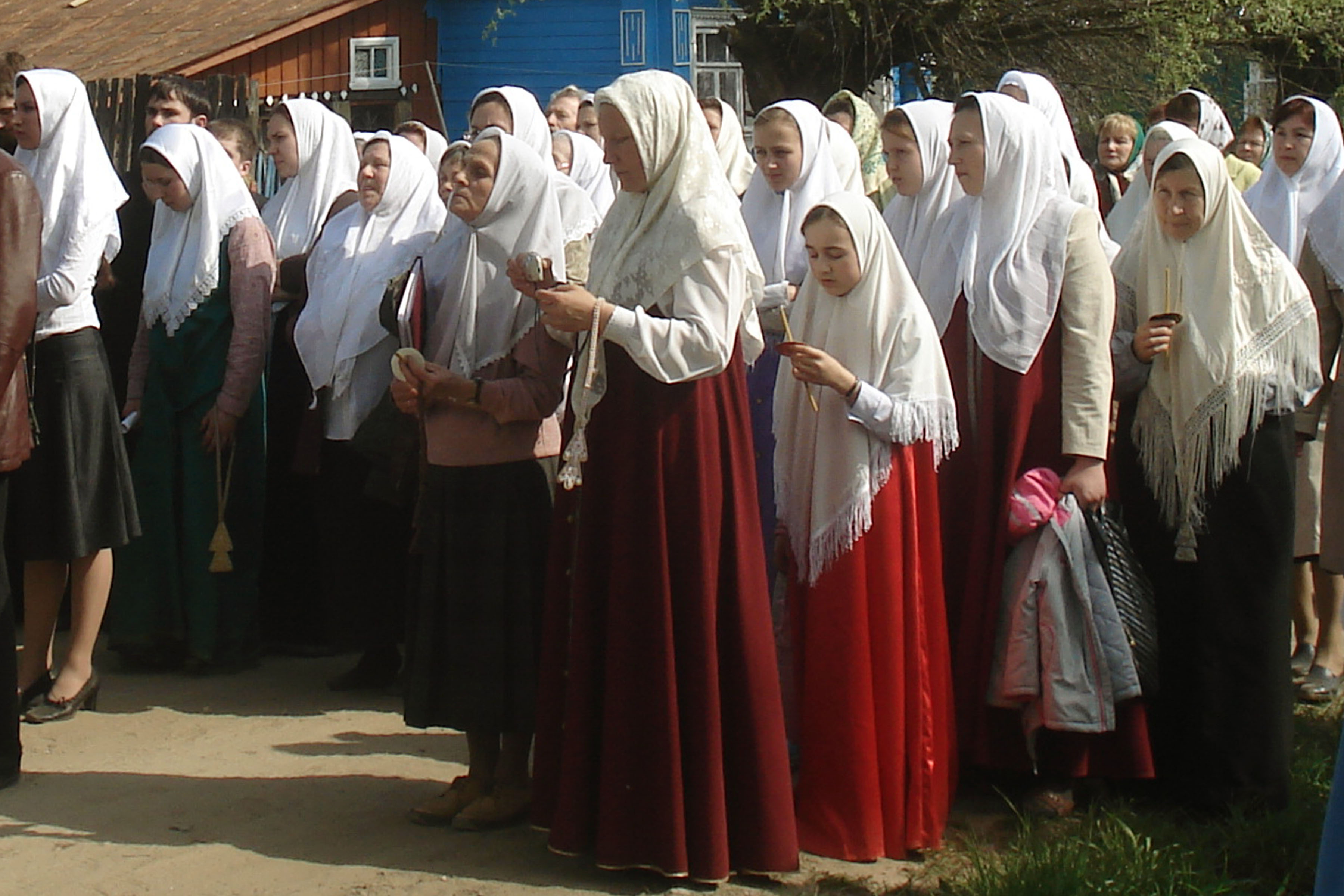
Ліствиця в руках у віруючих під час хресного ходу. Село Єлізарове Орехово-Зуєвського району, Великдень 2008 року

На даний час це зручне, продумане і глибоко символічне традиційне пристосування для молитви в Православній Церкві повністю витіснене чотками. Вживається ліствиця лише старообрядцями практично всіх згод. У кожного православного християнина-старообрядця, не тільки монаха, а й мирянина повинна бути своя ліствиця, кожен повинен невпинно молитися Господу. Як ліствиця пристосована під молитовні правила, так і правила узгоджені з ліствицею: скільки ліствиць потрібно відчитати вранці або за день, з якої великої сходинки земні уклони замінюються поясними тощо. Навіть покійному в домовину обов'язково надягають на руку особливу заздалегідь приготовлену (зазвичай білу) ліствицю.
З ліствицею в руках традиційно зображується преподобний Серафим Саровський.
Ліствиця, завжди знаходиться в руках або за поясом старообрядця і могла слугувати для фізичного покарання дітей і домочадців:

Боязкий чоловік і ліствиці боїться. 
Прислів'я

З ліствицею на лівій руці зображена героїня картини В. І. Сурикова «Бояриня Морозова» (пальці правої складені в неї в двоперстя).

## Близькі за значенням слова
- Вервиця, (тобто невелика мотузка) — вірьовочна петля з вузликами з візантійської традиції.
- Чотки (від слова «читати») — шнурок з нанизаним на нього намистом, застосовуються в практиці багатьох релігій.
- Розарій (тобто вінок з троянд) — особлива молитва Богородиці (католицька) на чотках і самі ці чотки.

Ліствицю можна назвати і чотками (адже на ній читають молитви), і родом вервиці (прямим нащадком якої є ліствиця) і розарієм (особливо в текстах для західного читача); крім того, існує (пізніша) «ліствиця-розарій» з іншим числом ступенів для Богородичного правила.
На території православних держав на Балканах (насамперед Сербії) поширена також особлива форма чоток, сплетена з овечої вовни — брояниця (серб. бројанице). Малі брояниці на 33 вузли носяться на руці у вигляді браслета.